# Soopafly
Priest Josee Brooks (nascido em 8 de dezembro de 1972), mais conhecido pelo seu nome artístico Soopafly, é um produtor de hip hop e rapper estadunidense, de Long Beach, Califórnia.
Foi incentivado desde criança a ser pianista. Seu primeiro trabalho ocorreu quando fez algumas músicas para o filme Murder Was the Case.

## Discografia

### Álbuns solo
- Dogg Pound Product - EP (2000)
- Dat Whoopty Woop (2001)
- Bangin Westcoast (2007)

### Coletâneas
- Snoop Dogg Presents: Dubb Union (2008)